# Associazione Calcio Vigevano 1936-1937
Questa pagina raccoglie i dati riguardanti l'Associazione Calcio Vigevano nelle competizioni ufficiali della stagione 1936-1937.

## Rosa
| N. |                   | Ruolo | Calciatore        |
| -- | ----------------- | ----- | ----------------- |
|    | Italia (bandiera) | A     | Luciano Alghisi   |
|    | Italia (bandiera) | C     | Bruno Berra       |
|    | Italia (bandiera) | P     | Vincenzo Bosia    |
|    | Italia (bandiera) | D     | Arnaldo Calzolari |
|    | Italia (bandiera) | A     | Tarcisio Camerin  |
|    | Italia (bandiera) | C     | Mario Cavigliani  |
|    | Italia (bandiera) | C     | Piero Colli       |
|    | Italia (bandiera) | D     | Bruno Colombo     |
|    | Italia (bandiera) | A     | Piero De Stefanis |
|    | Italia (bandiera) | A     | Carlo Fabris      |

| N. |                   | Ruolo | Calciatore          |
| -- | ----------------- | ----- | ------------------- |
|    | Italia (bandiera) | C     | Carlo Franchini     |
|    | Italia (bandiera) | A     | Oreste Ferrari      |
|    | Italia (bandiera) | D     | Giuseppe Fiammenghi |
|    | Italia (bandiera) | P     | Luigi Griffanti     |
|    | Italia (bandiera) | D     | Noemo Grugnetti     |
|    | Italia (bandiera) |       | Mauro Invernizzi    |
|    | Italia (bandiera) | A     | Alessandro Lattuada |
|    | Italia (bandiera) | C     | Carlo Morosi        |
|    | Italia (bandiera) | C     | Armando Passalacqua |
|    | Italia (bandiera) | A     | Oberdan Ussello     |